# Polaris
Polaris (α UMi / α Ursae Minoris) è un sistema stellare triplo situato nella costellazione dell'Orsa Minore; Polaris è la stella più luminosa della costellazione, ed è anche la stella più brillante vicina al polo nord celeste, motivo per cui è anche conosciuta come stella polare o stella del nord.
Il sistema è dominato da una stella supergigante gialla variabile cefeide (Polaris A), e da due meno luminose compagne di classe F, poco più massicce del Sole. La magnitudine di Polaris A varia da 1,86 a 2,13, in un periodo di 3,97 giorni. La compagna più distante dalla supergigante, α UMi B, fu scoperta nel 1780 da Herschel. 

## Storia delle osservazioni e ruolo di stella polare
Poiché si trova quasi perfettamente sulla proiezione in cielo dell'asse di rotazione della Terra "sopra" il polo nord, Polaris è apparentemente ferma nel cielo, mentre tutte le altre stelle dell'emisfero boreale sembrano ruotarle attorno. È così un ottimo punto di riferimento per la navigazione celeste nell'emisfero nord della Terra, visto che data la sua declinazione resta invisibile nell'emisfero australe. Polaris definisce il vero azimut nord solo due volte nell'arco delle 24 ore. Durante il resto della giornata è solo un'approssimazione, che deve essere corretta usando le apposite tabelle.
L'antichità dell'uso di questa stella è testimoniata dal fatto che è stata trovata nelle prime tavolette assire conosciute, tuttavia a causa della precessione degli equinozi essa ciclicamente si avvicina e allontana dal polo nord celeste e non è stata sempre un riferimento come nella nostra era, trovandosi a solo 1 grado di distanza dal vero polo nord celeste, e descrivendo quindi un piccolo cerchio di circa 2° di diametro. 
Nel 2750 a.C. era Thuban nei pressi del polo nord celeste, mentre il navigatore greco Pitea descrisse il polo nord celeste come privo di stelle nel 320 a.C.. Tuttavia già nella tarda antichità Polaris è diventata un punto di riferimento, e descritta come sempre visibile da Giovanni Stobeo, nel V secolo. Infine, la stella è sempre descritta come "polare" nel pieno Medioevo. Nel 1926 l'allora territorio dell'Alaska decise di creare una propria bandiera, e in questa vennero raffigurate le sette stelle dell'Orsa Maggiore e la Stella polare.
Nell'opera Giulio Cesare di Shakespeare, scritta intorno al 1599, Cesare descrive se stesso "costante come la stella polare", in realtà a Shakespeare non era nota la precessione degli equinozi e lo scostamento della stella polare dal polo nord celeste. In futuro, il polo nord celeste si allontanerà da Polaris dopo il XXI secolo e passerà per Gamma Cephei tra circa 2000 anni, mentre Deneb tornerà ad essere la stella polare tra meno di 8000 anni.

## Osservazione

Una fotografia di Polaris

Polaris si trova facilmente nel cielo notturno: è sufficiente seguire la linea formata da Merak e Dubhe (β e α Ursae Majoris), le due stelle al margine del Gran Carro. È anche possibile seguire il punto centrale della 'W' formata da Cassiopea. Avendo una declinazione di +89° 15′, è in pratica invisibile dall'emisfero australe, mentre è circumpolare in tutto l'emisfero boreale della Terra, dove rimane apparentemente immobile durante tutto l'anno. Avendo una magnitudine di +1,97, è possibile scorgerla anche dai piccoli e medi centri urbani moderatamente affetti da inquinamento luminoso.

## Ambiente galattico e distanza
Le coordinate galattiche di Polaris sono 123,28° e +26,46139°. Una longitudine galattica di circa 123° significa che la linea ideale che congiunge il Sole e Polaris, se proiettata sul piano galattico, forma con la linea ideale che congiunge il Sole con il centro galattico un angolo del medesimo valore. Ciò significa che Polaris è un po' più lontana dal centro galattico rispetto al Sole. Una latitudine galattica di circa +26° significa che Polaris si trova più a nord rispetto al piano in cui sono posti anche il Sole e il centro galattico.
Secondo misure effettuate da un team di astronomi internazionali attraverso il telescopio russo BTA, Polaris si trova a 325 anni luce (ovvero 99 parsec) di distanza dalla Terra. Questa misura sarebbe notevolmente inferiore alla precedente (433 anni luce) osservata attraverso il satellite europeo Hipparcos nel 1990. Messa in discussione fu l'accuratezza di Hipparcos nella misura della parallasse di stelle binarie con componenti variabili cefeidi, come Polaris. Un passo importante per la misurazione della parallasse è stato dato dal satellite Gaia che, dal 2013, ha analizzato astrometricamente stelle fino a 26000 al di distanza. La misura della parallasse di Gaia del 2020 è stata di 7,2869 mas, per cui la distanza di Polaris risulta essere di 447,6 anni luce, valore non troppo dissimile da quello del satellite Hipparcos del 2007.

## Caratteristiche del sistema
Il sistema è composto da una stella supergigante gialla di tipo spettrale F7 e da due compagne nane bianco-gialle di tipo spettrale F. Polaris B, la più distante dalla supergigante, scoperta da William Herschel nel 1780, è una stella di classe F3V posta a 2400 au di distanza, che ha un periodo orbitale di almeno 42 000 anni ed una massa pari a 1,39 M⊙. Non è completamente chiaro se Polaris B sia effettivamente legata alla cefeide: uno studio del 2018 ha calcolato l'età di Polaris B in 2,1 miliardi di anni, notevolmente maggiore dell'età della principale, stimata in 75 milioni di anni, mentre le stelle di sistemi multipli nascono solitamente nello stesso momento dalla stessa nube molecolare. Gli autori dello studio suggeriscono due possibilità per spiegare questa discrepanza; o la componente B non è gravitazionalmente legata al sistema oppure uno delle due stelle si trova in una fase molto peculiare.
L'altra compagna, Polaris Ab, è stata scoperta per via spettroscopica nel 1929, e nel 2006 è stata risolta dal telescopio spaziale Hubble. Questa componente è una nana-bianco gialla di sequenza principale di classe F6V avente una massa 1,26 volte quella solare, distante mediamente 18,5 au dalla principale e con un periodo orbitale di 29,6 anni.

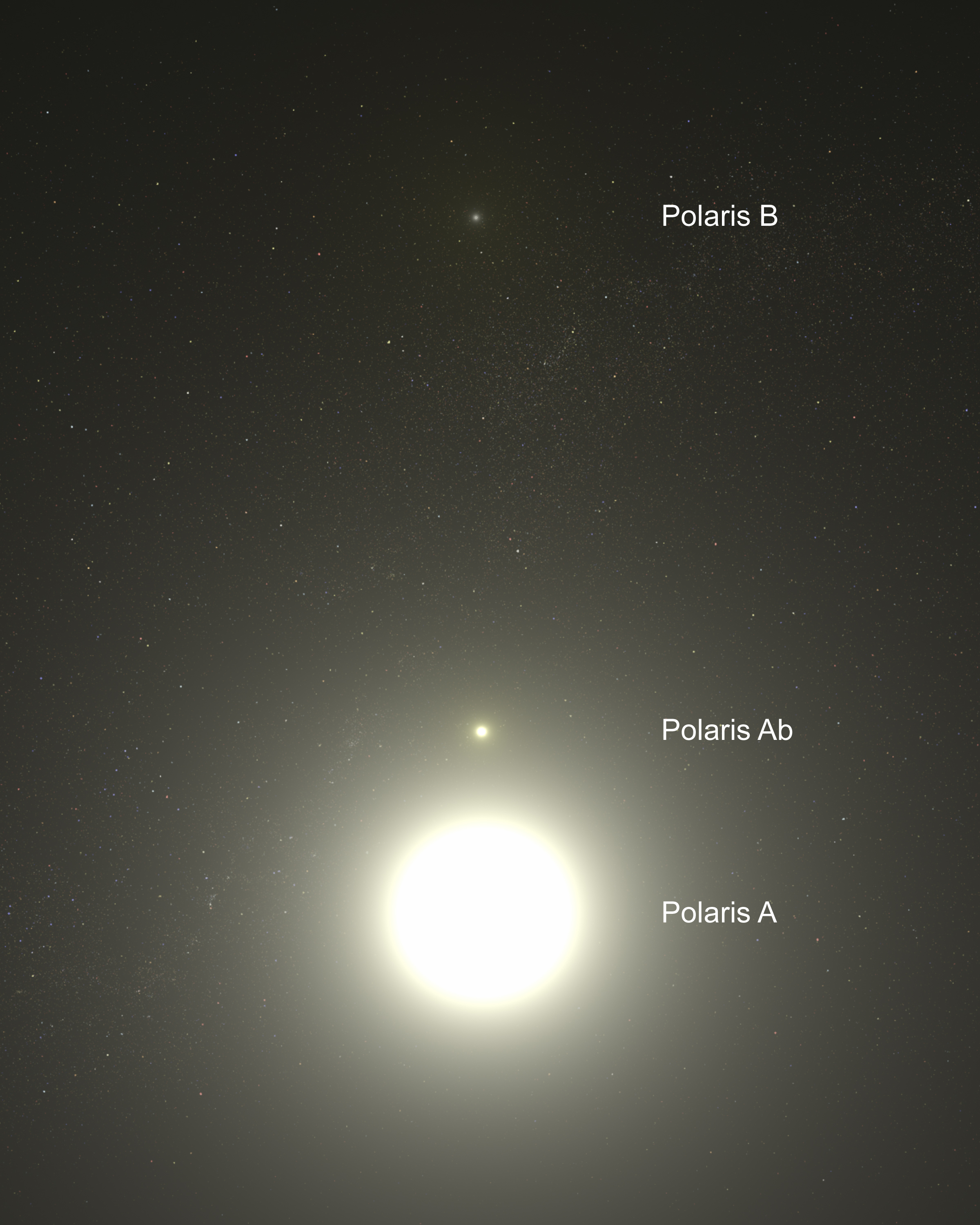
Rappresentazione artistica del sistema di Polaris.

### Variabilità

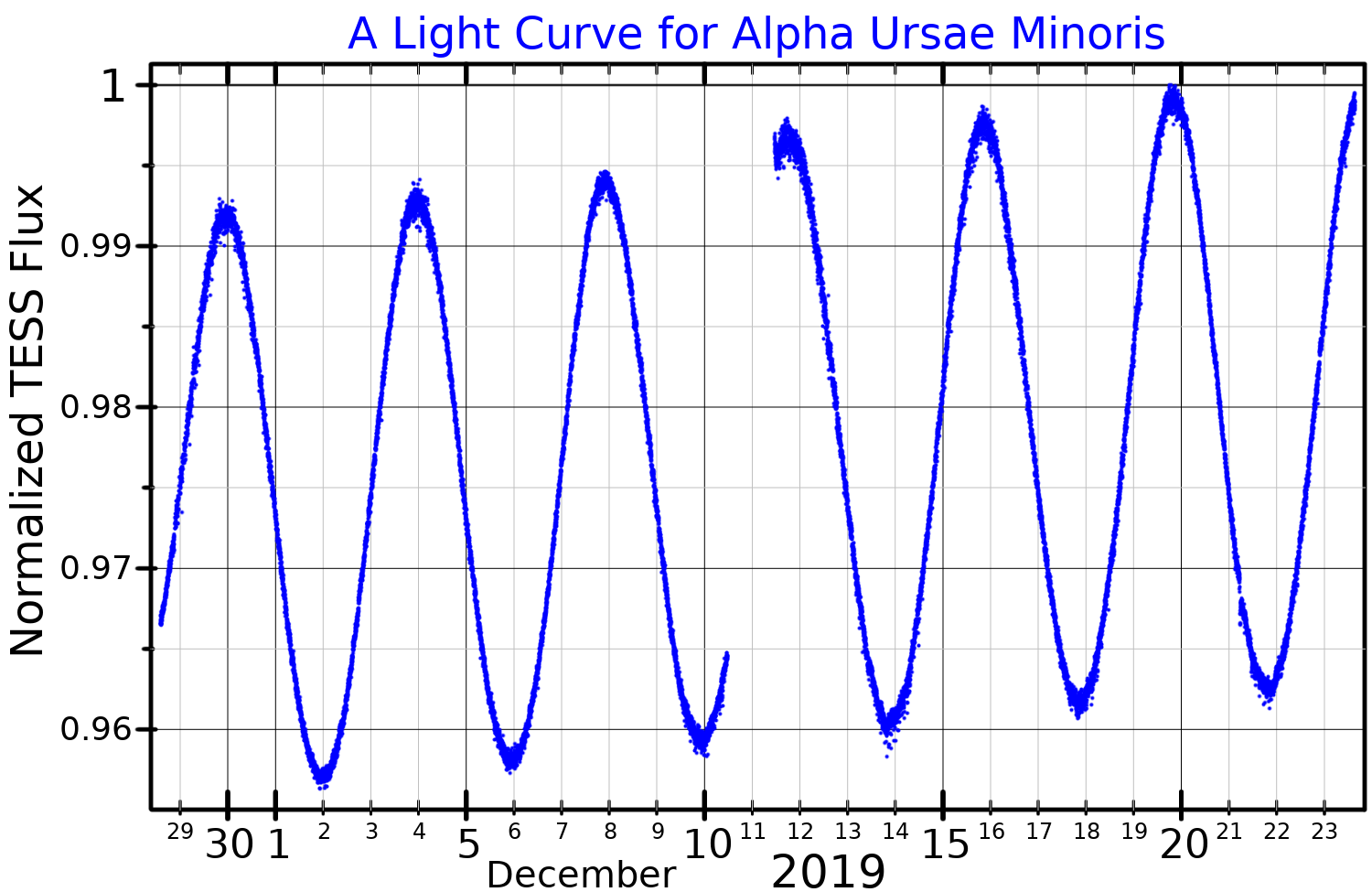
La curva di luce di Polaris tracciata dai dati di TESS.

Polaris A è classificata come variabile Cefeide; la sua magnitudine varia da 1,86 a 2,13 in un periodo di 3,97 giorni.
La variabilità di Polaris è stata sospettata già nel 1852, e fu confermata nel 1911 da Ejnar Hertzsprung. Sia l'ampiezza che la durata della variabilità sono cambiate nel corso del tempo. Prima del 1963 l'ampiezza della magnitudine era di 0,1, e continua a decrescere molto gradualmente. Dopo il 1966 l'ampiezza della magnitudine si ridusse rapidamente, fino a essere di 0,05 magnitudini, e da allora variò in modo irregolare su questo valore. Il periodo della variazione fino al 1963 era aumentato costantemente di 4 secondi, per poi rimanere costante per tre anni e, a partire dal 1966, aumentare nuovamente, mentre misure più recenti mostrano un periodo di 3,2 secondi.
Polaris pareva, alla fine del XX secolo, essere uscita dall'instabilità di stella variabile, e la tendenza riguardo alla sua fluttuazione di luminosità lasciava pensare che a breve non avrebbe più presentato variazioni rilevanti. Al contrario, è stato osservato che la variazione in luminosità di Polaris A è risalita al 4%, facendo pensare ad un nuovo ciclo d'instabilità, anche se questi cambiamenti normalmente avvengono in milioni di anni, quindi il fenomeno non appare chiaramente spiegabile sulla base delle teorie evolutive conosciute.. Ricerche riportate dalla rivista scientifica statunitense Science indicano che Polaris è oggi 2,5 volte più luminosa di quando la osservava Tolomeo, quando era di una magnitudine più debole.

## Etimologia
Il nome proviene dal latino Stella polaris, letteralmente "Stella polare". Data la sua vicinanza al polo nord celeste la stella ha ricevuto vari nomi nel corso della storia; i naviganti greci la chiamavano Kynosoura o Cynosura, il cui significato è "la coda del cane", o anche Fenice, o Stella Fenicia. Nell'antica Cina era conosciuta con nomi diversi, come Pih Keih, Ta Shin e Tien Hwang Ta ti, "il gran governante del cielo". Nel nord dell'India era conosciuta invece come Grahadhara, "l'appoggio dei pianeti", mentre a Damasco la si conosceva come Mismar, "l'ago", o "il chiodo".